# Mw (digramme)
Cette page contient des caractères spéciaux ou non latins. S’ils s’affichent mal (▯, ?, etc.), consultez la page d’aide Unicode.
Pour les articles homonymes, voir MW.
Mw (minuscule mw) est un digramme de l'alphabet latin composé d'un M et d'un W.

## Linguistique
- En édo, le digramme « mw » représente la consonne [ʋ]. Ce digramme est considéré comme lettre à part entière et est placée entre le M et le N.

## Représentation informatique
À la différence d'autres digrammes, il n'existe aucun encodage du Mw sous la forme d'un seul signe. Il est toujours réalisé en accolant les lettres M et W.